# Georg de Besche (1641-1711)
Georg de Besche, född 29 juli 1641, död 9 september 1711 i Forsmarks församling, var en svensk brukspatron. Han var son till Gerard de Besche.

## Biografi
Georg de Besche föddes 1641. Han var son till Gerard de Besche och Margareta von Emersen. de Besche arbetade som bruksherre och blev 19 november 1678 svensk adelsman tillsammans med sin bror Daniel de Besche. De introducerades på Sveriges Riddarhus 1680 som nummer 944. de Besche avled 1711 på Forsmark och begravdes 18 augusti samma år i Forsmarks kyrka. Han begravdes bredvid sin fru i familjegraven i Valö kyrka.
de Besche ägde gårdarna Forsmark i Forsmarks socken, Berkinge i Forsmarks socken och Vigelsbo i Valö socken.

### Familj
de Besche gifte sig 6 juni 1666 med Althea Bothler (1646–1704) från Amsterdam. De fick tillsammans barnen Margareta Beata de Besche (1667–1749) som var gift med landshövdingen Jacob Grundel i Västerbottens län, Anna Catharina de Besche (1668–1720) som var gift med handelsmannen Conrad Meijer i Liège, brukspatronen Georg de Besche (1669-1730) i Forsmark och Altea de Besche (född 1670) som var gift med kammarrådet Johan Silfverström.